# Megastigmus fidus
Megastigmus fidus är en stekelart som beskrevs av Nikol'skaya 1966. Megastigmus fidus ingår i släktet Megastigmus och familjen gallglanssteklar. Inga underarter finns listade i Catalogue of Life.